# 구태고
구태고(1962년 - )는 부산도시가스의 대표이사 사장을 역임하고 있는 대한민국의 기업인이다.

## 학력
- 서울대학교 경제학과 학사

## 경력
- 부산도시가스 대표이사 사장